# Cornelius Herz
Pour les articles homonymes, voir Herz.
Cornel Herz, dit Cornelius, né à Besançon le 3 septembre 1845 et mort à Bournemouth (Angleterre) le 6 juillet 1898 est un médecin et un homme d'affaires franco-américain impliqué dans le scandale de Panama.

## Biographie

### Carrière de médecin

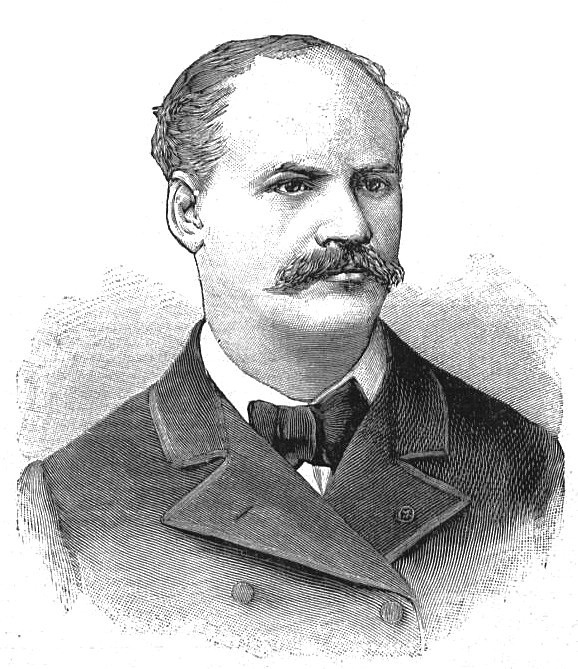
Cornelius Herz en 1893 (gravure du Progrès illustré).

S'il est avéré qu'il est né à Besançon de parents juifs-allemands émigrés en France, ses premières années sont l'objet de spéculations. Selon certaines sources, il suit sa scolarité à Besançon avant d'entreprendre des études de médecine à Leipzig en Allemagne, puis il s'installe à Paris où il survit difficilement.
Engagé dans l'armée de la Loire pendant la guerre franco-prussienne de 1870, il devient aide-major. Le 31 août 1879, il est nommé chevalier de la légion d'honneur, officiellement pour cette campagne. Après la guerre, il décide de partir tenter sa chance aux États-Unis, où il aurait obtenu la nationalité américaine.
D'autres sources indiquent qu'il aurait suivi ses parents à New York, aux États-Unis en 1848 et qu'il aurait fréquenté les écoles publiques américaines avant d'obtenir son diplôme de fin d'études au City College of New York.
Après ses études de médecine, il serait parti pour Chicago avant de trouver un poste de médecin en 1872 au Mount Sinai Hospital à New York.
En 1873, il épouse à Boston la fille d'un de ses patients, Bianca Saroni, qu'il emmène avec lui l'année suivante à San Francisco, où il se spécialise dans les maladies nerveuses. Il emploie ses moments libres à investir dans l'immobilier et à étudier les propriétés de l'électricité et le galvanisme.

### Activités d’électricien

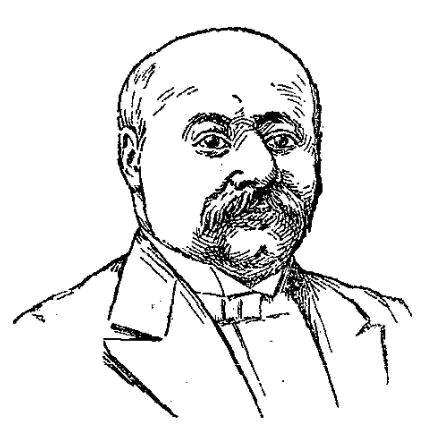
Cornelius Herz à la fin de sa vie.

Il retourne à Paris en 1877, où naît son premier enfant, Ralph, qui fait carrière comme comédien et chanteur au début du XXe siècle. Il fonde la Compagnie de transport de la force électrique en adaptant les travaux de Marcel Deprez. Il dépose en 1880 le brevet d'un système téléphonique à condensateur qui assure une meilleure transmission de la voix sur une longue distance. Ses travaux sont régulièrement commentés dans la revue qu'il a créée l'année précédente, La Lumière électrique.
Sa réputation dépasse les milieux scientifiques, il fréquente les cercles politiques et se lie avec Georges Clemenceau dont il finance le journal La Justice. En 1886, Clemenceau fait paraitre une mise au point dans le journal précisant que les actions acquises par l'intéressé entre 1881 et 1883 avaient été rachetées par le journal en 1885. Il devient en 1881 grand officier de la Légion d'honneur.
Interrogé par l'opposition en 1892, le gouvernement indique que Herz avait reçu la Légion d'honneur en qualité ... d'électricien et comme étranger, au titre de « délégué américain à l'exposition de Paris » de 1881, qui présentait les applications de l'électricité et recevait un congrès international scientifique.

### Affairiste

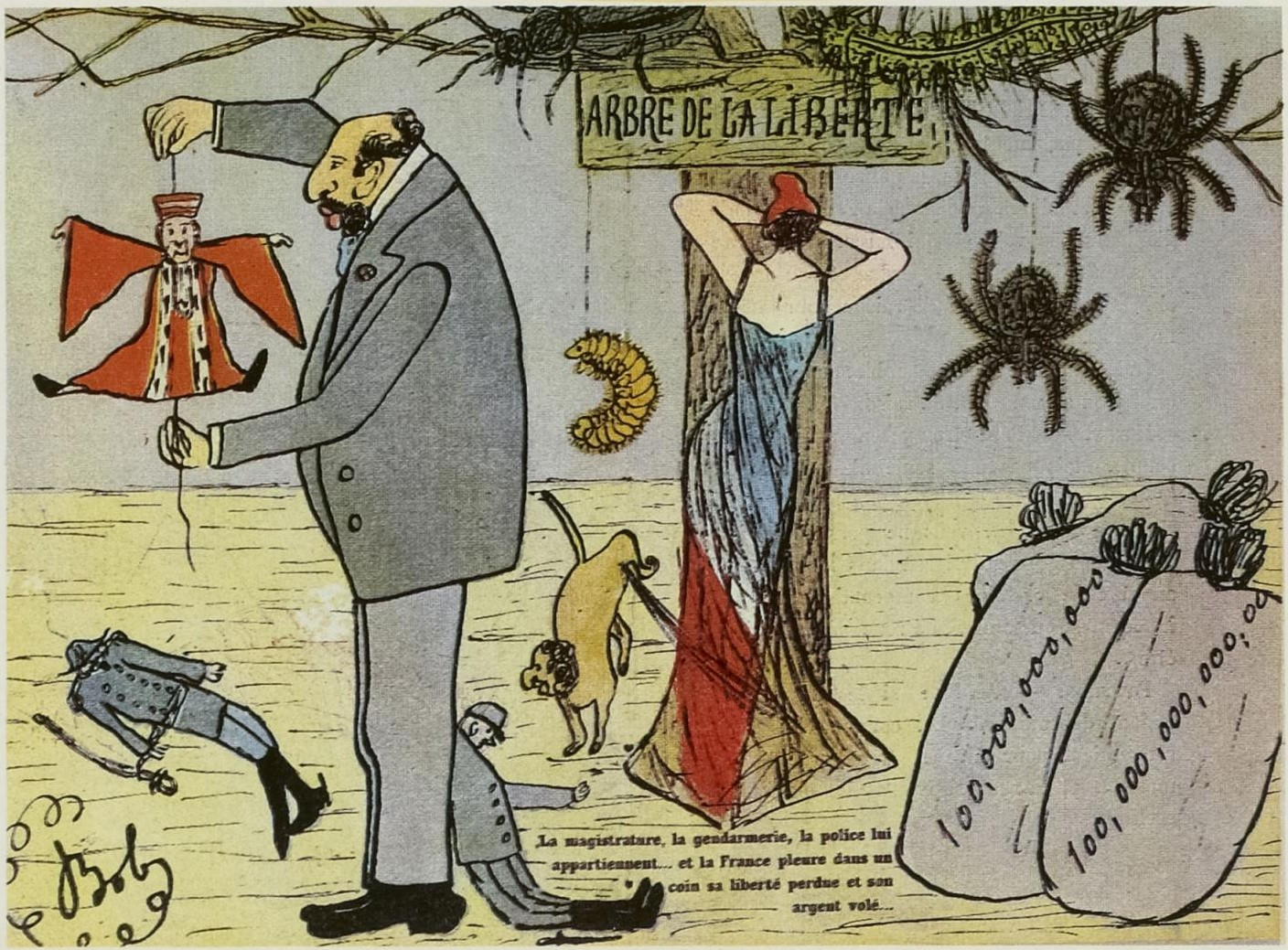
Caricature antisémite figurant Cornelius Herz.
Dessin de Bob, avant 1899 (musée Carnavalet).

Parmi ses relations dans les milieux industriels et politiques, il se lie avec le baron Jacques de Reinach, alors responsable de la publicité de la Compagnie universelle du canal interocéanique de Panama, créée en 1879 par Ferdinand de Lesseps. 
Herz lui propose d'intervenir auprès de ses connaissances à la Chambre des députés pour obtenir le vote d'une loi qui permettra à la Compagnie de lancer un emprunt en faveur de la construction du canal de Panama. Pour parvenir à ses fins, il n'hésite pas à recourir à la corruption. Vraisemblablement victime de chantage de la part de Herz, le baron de Reinach est retrouvé mort le 20 novembre 1892 alors qu'une enquête devait faire la lumière sur ces irrégularités. Cet événement donne le départ du scandale de Panama. 

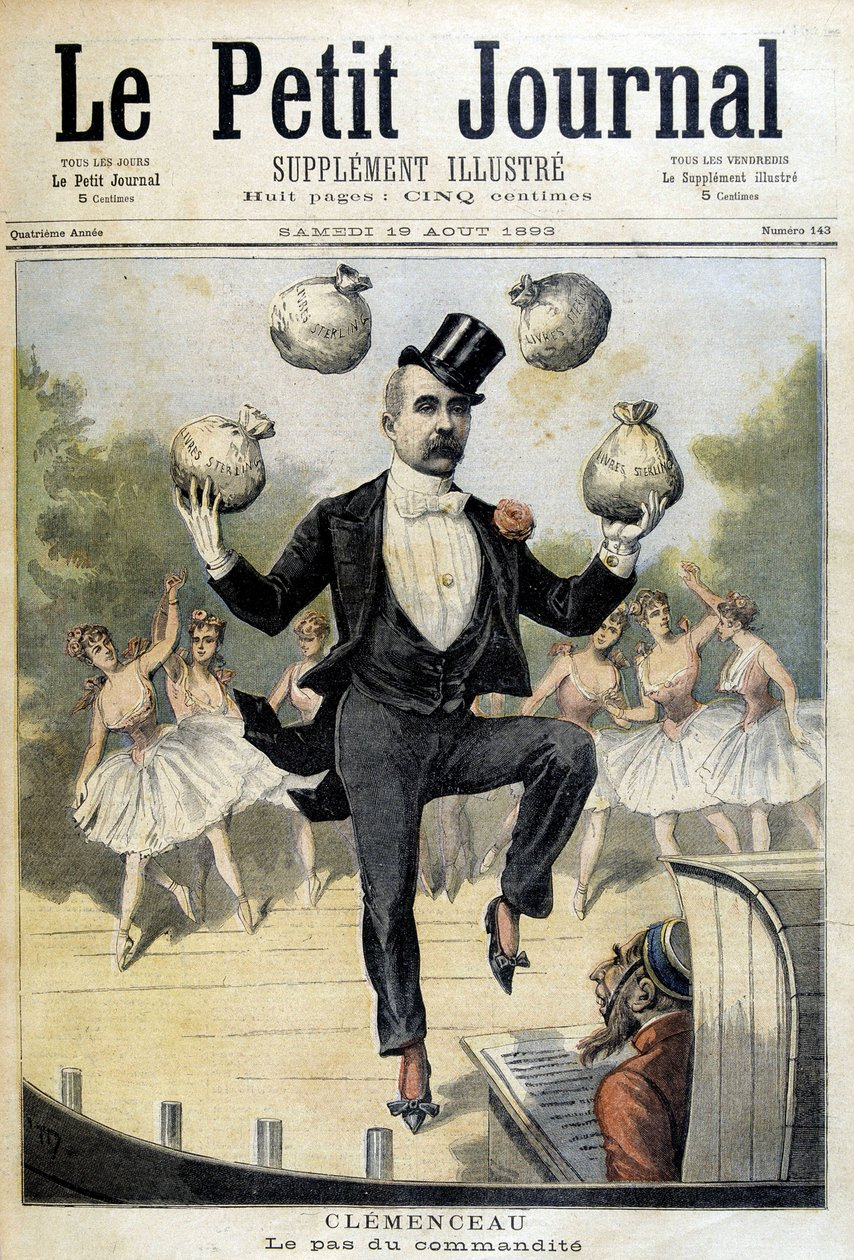
« Le pas du commandité », Georges Clemenceau attaqué par Le Petit Journal, le 19 août 1893.

Herz s'enfuit en Angleterre. Il est condamné par la justice française à cinq ans de prison et son nom est radié de la liste des titulaires de la Légion d'Honneur.
Pour éviter son extradition, Herz, qui s'estime victime d'une persécution des autorités françaises, fait valoir sa nationalité américaine. Il menace aussi de tout révéler sur l'affaire, impliquant de nombreuses personnalités politiques de l'époque, mais la commission parlementaire française qui se rend à son domicile revient à Paris sans éléments probants. Il est finalement arrêté en janvier 1893 sous l'inculpation de vol de titres financiers. Mais il ne comparaît pas devant la cour de Londres pour raison médicale, son état de santé étant déclaré sérieux.
Il reste quatre ans cloîtré à son domicile anglais sans pouvoir être jugé. Sa mort en juillet 1898 met un terme aux poursuites à son encontre. Bernard Lazare écrit à son sujet : « Cornelius Herz n'eut jamais de patrie, bien qu'il en ait servi plusieurs ; il semble n'avoir jamais eu qu'une passion : celle de l'or. »